# Palinurellus
Palinurellus är ett släkte av kräftdjur. Palinurellus ingår i familjen Synaxidae.
Kladogram enligt Catalogue of Life:
| Palinurellus | \| \| Palinurellus gundlachi \| \| \| \| \| \| Palinurellus wieneckii \| \| \| \| |
|              | \| \| Palinurellus gundlachi \| \| \| \| \| \| Palinurellus wieneckii \| \| \| \| |
|              | Palibythus                                                                        |
|              |                                                                                   |
|              | Palinurellus gundlachi                                                            |
|              |                                                                                   |
|              | Palinurellus wieneckii                                                            |
|              |                                                                                   |

|  | Palinurellus gundlachi |
|  |                        |
|  | Palinurellus wieneckii |
|  |                        |